# Lainiovuoma sameby
Lainiovuoma sameby är en svensk fjällsameby som ligger i Norrbottens län. 
Lainiovuoma fjällsameby är Sveriges näst nordligaste sameby. Den ligger söder om Könkämä sameby och norr om Saarivuoma sameby.
Lainiovuoma sameby äger och driver Lainiovuoma Jakt & Fiske, som bland annat har en vildmarkscamp i väglöst land vid sjön Rostujávri, som är gränsjö mellan Sverige och Norge och också gränssjö mellan Könkämä och Lainiovuoma samebyar. 
Ordförande är Per Gustav Idivuoma.

## Att läsa
- Lars J. Walkeapää: Lainiovuoma-samernas gamla renflyttningar till Norge – om sommarbosättningar i Troms fylke på 1900-talet, Centrum för biologisk mångfald, Uppsala 2012, ISBN 978-91-89232-64-8